# Spontaneismo
Con spontaneismo si intende un modo di fare politica o attività di organizzazione sociale non inquadrato in burocrazie o strutture decisionali rigide. Il cambiamento, l'azione politica, l'organizzazione di gruppi di interesse uniti, la nascita di nuove condizioni produttive o anche un evento rivoluzionario dovrebbero sorgere spontaneamente dall'azione dei singoli individui.
Il termine è ampiamente utilizzato a partire dal dibattito interno alla Prima Internazionale, nella quale si delinearono due posizioni contrastanti sul tema della gestione ed organizzazione della lotta politica: da una parte la corrente marxista e dall'altra quella anarchica.
Nel Manifesto del Partito Comunista Karl Marx ha una posizione che può essere compatibile con lo spontaneismo, non essendo prevista nessuna strategia o tattica da seguire per la realizzazione della rivoluzione. Ne Il Capitale invece il determinismo del materialismo storico applicato all'economia capitalistica porta a vedere un percorso necessario da seguire per giungere al momento della rivoluzione.
Di conseguenza i gruppi marxisti hanno sposato un approccio più gerarchizzato ed organizzato rispetto alle correnti anarchiche, influenzate da Pierre-Joseph Proudhon e Michail Bakunin, che, partendo dalla necessità di impedire la formazione di posizioni di potere politico, non potevano accettare la creazione di una struttura dirigente del proletariato che dettasse la linea da seguire.
In seguito al tentativo della Comune di Parigi, considerabile un esempio di azione rivoluzionaria spontaneista, la frattura tra anarchici e marxisti divenne insanabile e portò alla fine della Prima internazionale. Gruppi anarco-sindacalisti, anarchici e legati al sindacalismo rivoluzionario continuarono a sostenere la necessità di auto-organizzazione del proletariato mentre le correnti marxiste diedero vita alla Seconda Internazionale.
Con il testo chiave di Lenin del 1902 Che fare? si delinea quello che sarà lo spirito della Rivoluzione russa, cioè il ruolo fondamentale dell'avanguardia rivoluzionaria nel guidare il processo rivoluzionario e critica di ogni concezione spontaneista. Tesi che verrà criticata anche da esponenti interni alla tradizione marxista, come Rosa Luxemburg.
In Italia il termine spontaneismo verrà riutilizzato negli anni settanta con la nuova esplosione di movimenti politici radicali. Alcuni orientamenti particolarmente ostili ai tentativi di organizzazione del movimento (sia da parte dell'autonomia che dei soggetti più riformisti) vennero etichettati con tale espressione. In particolare sono stati definiti di spontaneismo armato alcuni episodi di lotta armata provenienti da soggetti non legati ai gruppi armati organizzati.
Nel film Indagine su un cittadino al di sopra di ogni sospetto Elio Petri ritrae la protesta di un gruppo di giovani studenti e operai che inneggiano alla guerriglia durante una manifestazione. Arrestati, in cella inneggiano in coro allo spontaneismo sventolando copie del Libretto rosso di Mao Zedong.